# (38345) 1999 RO141
1999 RO141 (asteroide 38345) é um asteroide da cintura principal. Possui uma excentricidade de 0.10259620 e uma inclinação de 5.50511º.
Este asteroide foi descoberto no dia 9 de setembro de 1999 por LINEAR em Socorro.